# 利韦叙欧图
利韦叙欧图（法語：Livet-sur-Authou，法語發音：[livɛ syʁ otu]）是法国厄尔省的一个市镇，位于该省西北部，属于贝尔奈区。

## 地名
法语词“sur”意为“在……上方”，在地名中常接河名，此时地名按“XXX河畔XXX”译，但此处的“欧图”（Authou）并不是河名，而是临近的一个市镇，“Livet-sur-Authou”一名意为“欧图上方的利韦”。

## 地理
利韦叙欧图（49°13'43"N, 0°40'4"E）面积3.9 平方千米，位于法国诺曼底大区厄尔省，该省份为法国北部内陆省份，北起滨海塞纳省，西接奧恩省和卡爾瓦多斯省，南至厄尔-卢瓦省，东临瓦兹省、瓦兹河谷省和伊夫林省。
与利韦叙欧图接壤的市镇（或旧市镇、城区）包括：欧图、布雷蒂尼、里勒河畔弗勒讷斯、讷维尔叙欧图。
利韦叙欧图的时区为UTC+01:00、UTC+02:00（夏令时）。

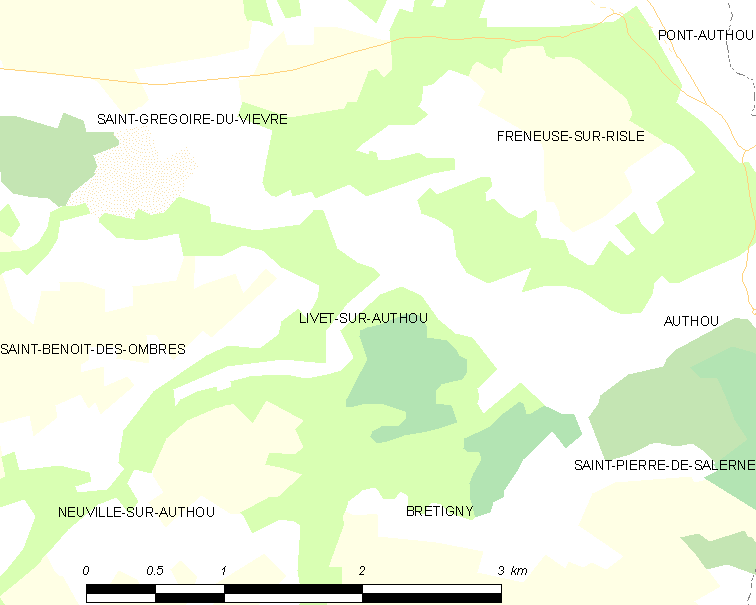
利韦叙欧图的OSM定位图

## 行政
利韦叙欧图的邮政编码为27800，INSEE市镇编码为27371。

## 政治
利韦叙欧图所属的省级选区为布里奥讷县。

## 人口

1962-2008年间利韦叙欧图人口变化图示

利韦叙欧图于2022年1月1日时的人口数量为165人。